# St. Paul im Lavanttal
Sankt Paul im Lavanttal, amtlich St. Paul im Lavanttal, ist eine Marktgemeinde mit 3144 Einwohnern (Stand 1. Jänner 2025) im Bezirk Wolfsberg in Österreich, im Bundesland Kärnten.

## Geographie
Der Markt St. Paul liegt im Lavanttal nahe der Einmündung des Granitzbachs in die Lavant. Ein Großteil des Gemeindegebietes liegt im Granitztal und an den Ausläufern der Saualpe.

### Gemeindegliederung

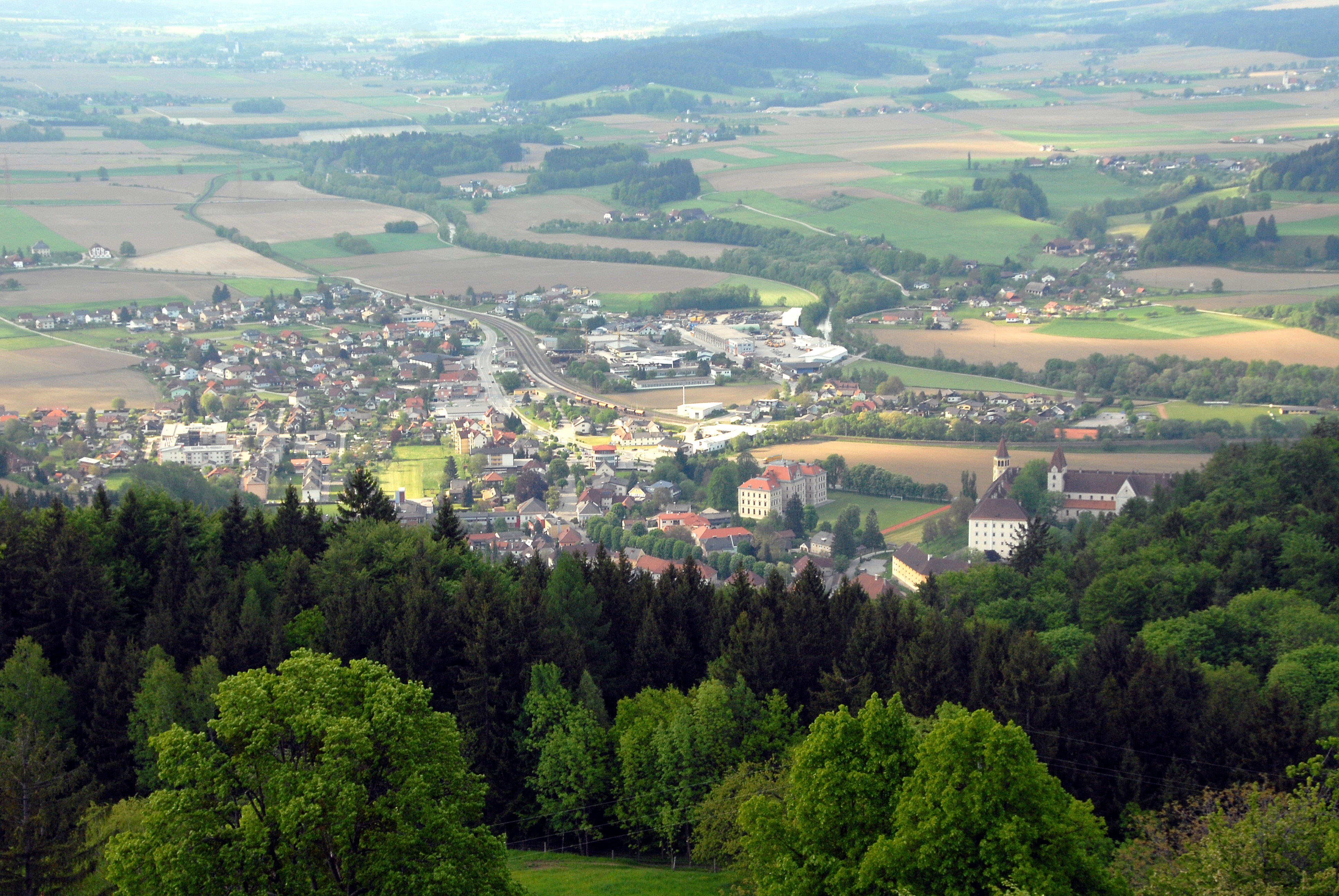
Blick auf Sankt Paul von der Burgruine Rabenstein

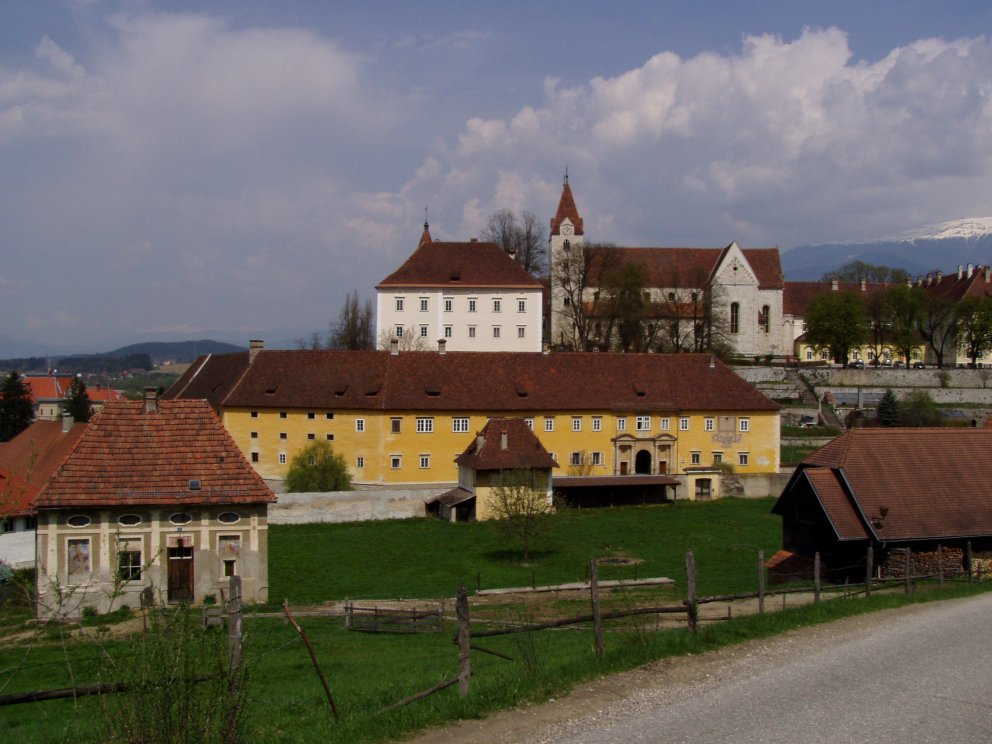
Stift St. Paul

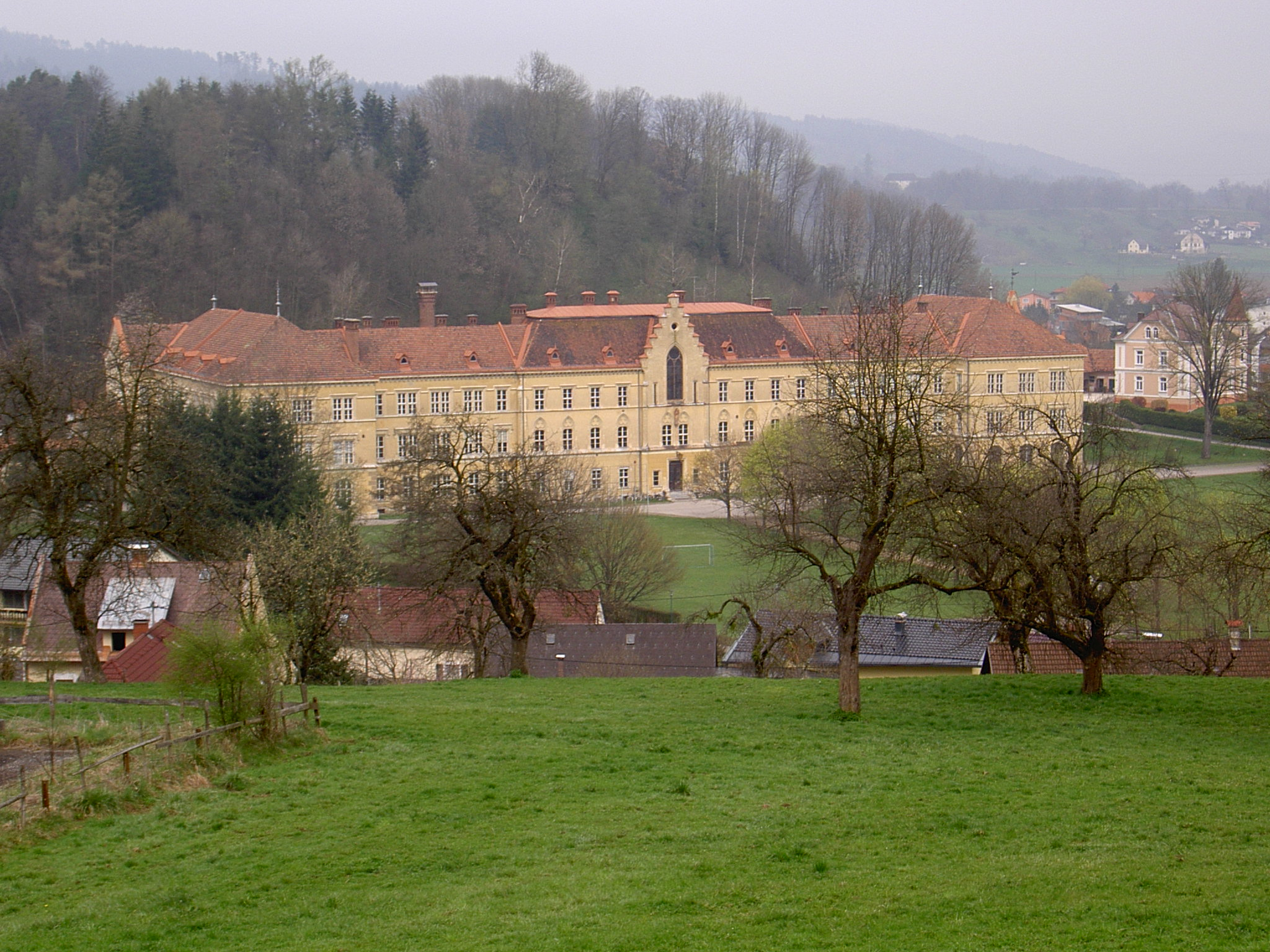
Konvikt

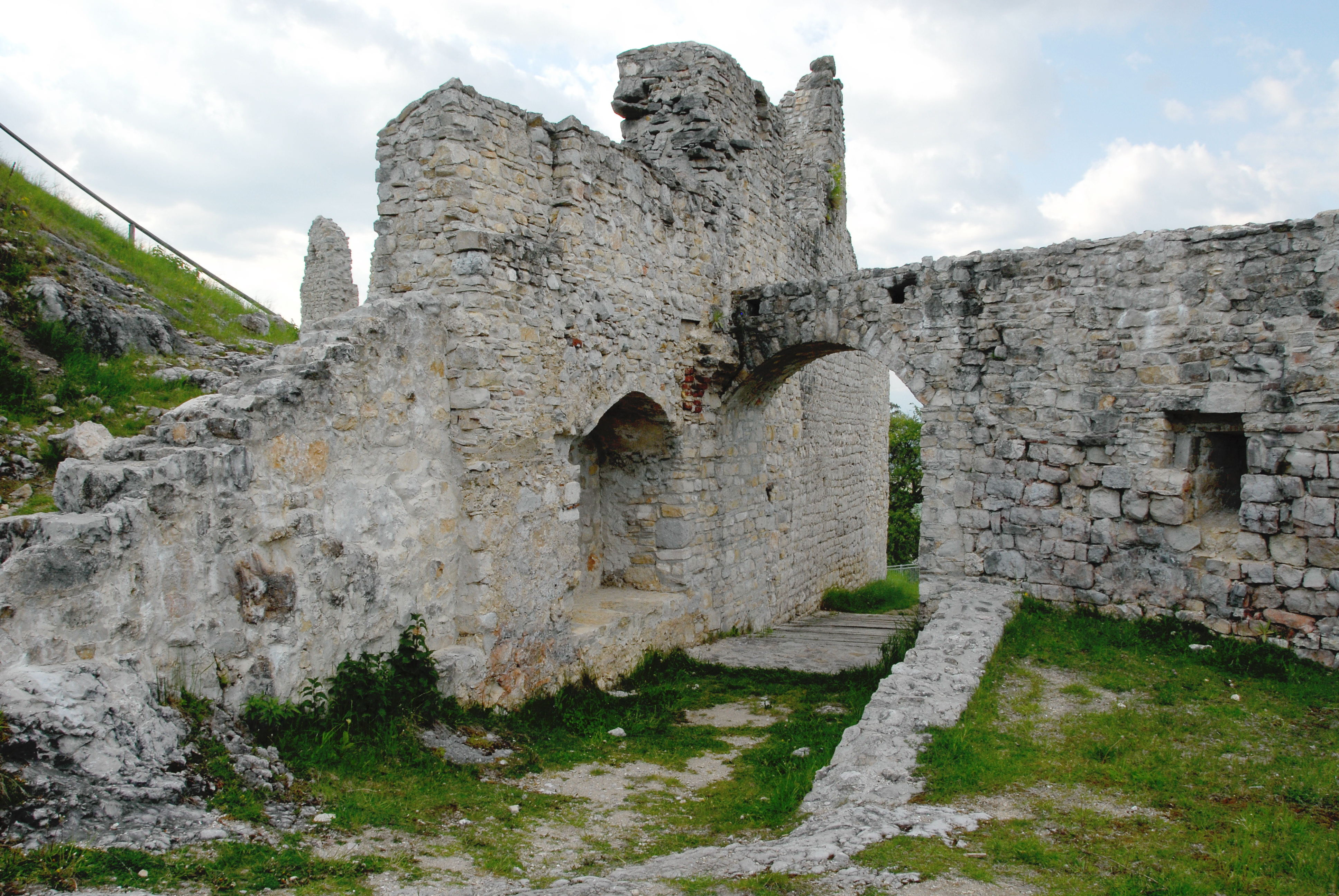
Burgruine Rabenstein

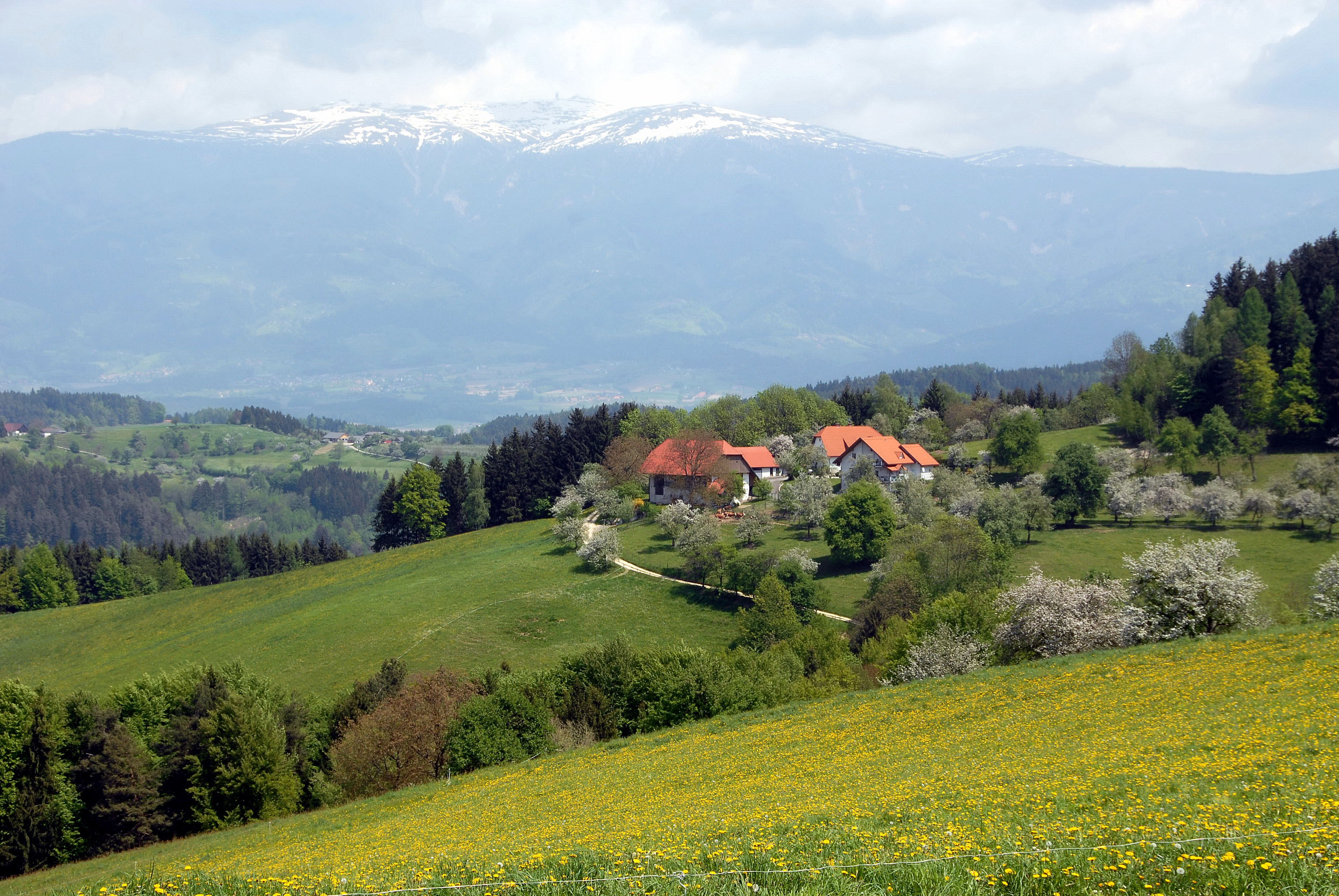
Windisch-Grutschen mit der Koralpe im Hintergrund

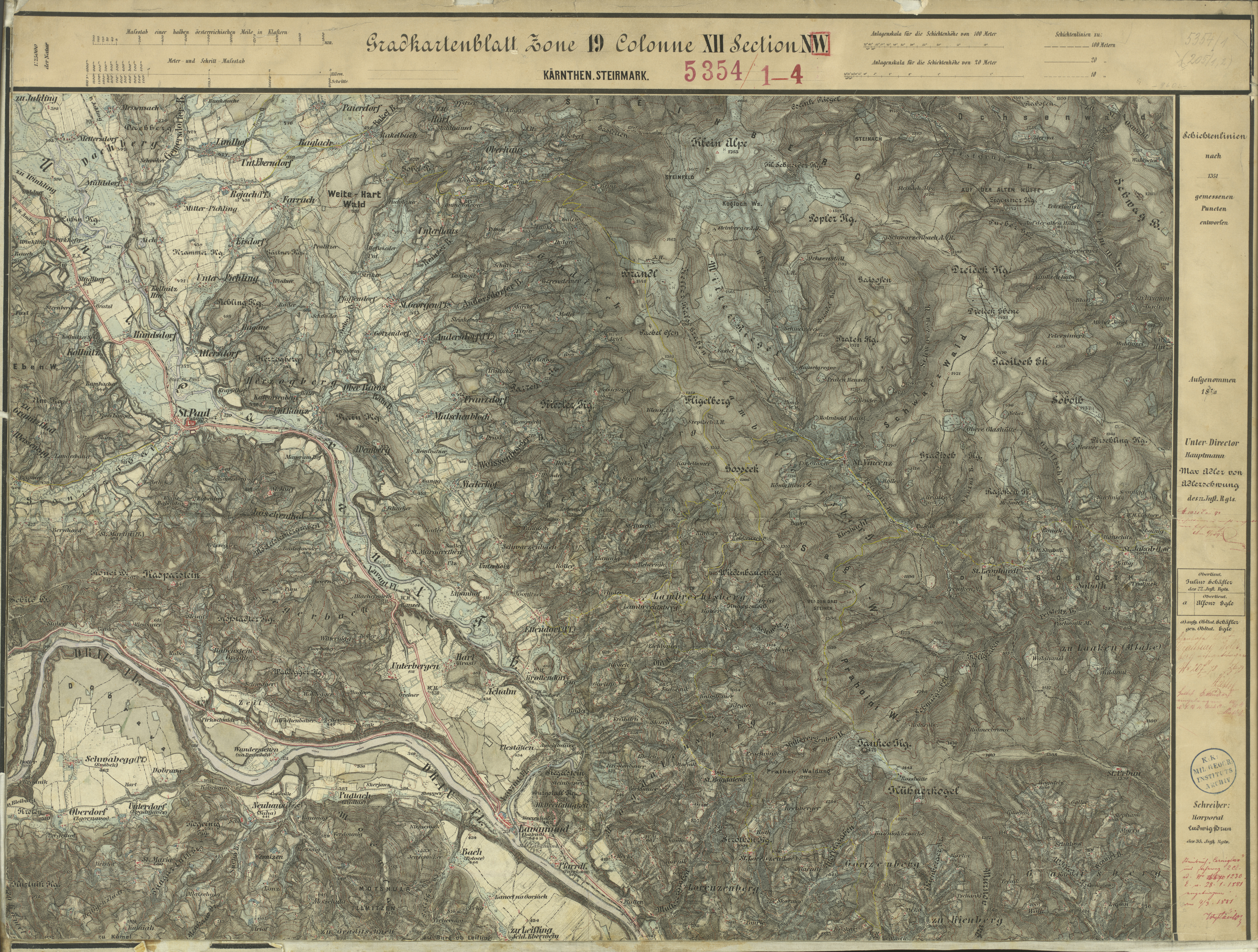
St. Paul und seine Umgebung um 1878 (Aufnahmeblatt der Landesaufnahme)

Die Gemeinde ist in die acht Katastralgemeinden Granitztal-St. Paul, Granitztal-Weissenegg, Johannesberg, Legerbuch, Kollnitz, Sankt Paul, Loschental und Weinberg gegliedert. Das Gemeindegebiet umfasst folgende 21 Ortschaften (in Klammern Einwohnerzahl Stand 1. Jänner 2025):
- Deutsch-Grutschen (123)
- Gönitz (56)
- Granitztal-St. Paul (70)
- Granitztal-Weißenegg (409)
- Hundsdorf (108)
- Johannesberg (16)
- Kampach (82)
- Kollnitzgreuth (69)
- Legerbuch (165)
- Loschental (53)
- St. Margarethen (25)
- St. Martin (20)
- St. Paul im Lavanttal (1623)
- Schildberg (60)
- Stadling (78)
- Unterhaus (5)
- Unterholz (7)
- Weinberg (15)
- Windisch-Grutschen (31)
- Winkling (26)
- Zellbach (103)

### Nachbargemeinden
|              | Sankt Andrä                                 | Sankt Georgen |
| Griffen (VK) | Kompassrose, die auf Nachbargemeinden zeigt |               |
|              | Ruden (VK)                                  | Lavamünd      |

## Geschichte
Aus der römischen Zeit (Provinz Noricum) wurden zwei Weiheinschriften für den keltischen Gott Latobius gefunden. Die erste urkundliche Erwähnung des Ortes als villula Brugga stammt aus einer Urkunde aus dem Jahr 1091: Graf Engelbert von Spanheim stiftete anstelle einer Burg Lavant ein Benediktinerkloster bei einer schon bestehenden Paulskirche. Dieses Dorf Brugga an einer Brücke über den Granitzbach war eine Gewerbe- und Händlersiedlung, die 1184 in einer Urkunde Papst Lucius III. erstmals auch als Markt (villam, quod forum dicitur) bezeichnet wurde. 1289 wird der Ort im Klosterurbar erstmals ausdrücklich als Markt St. Paul bezeichnet (in foro sancti Pauli); zuvor (1255) hatte Bernhard von Spanheim den Bewohnern die entsprechenden Rechte zugesprochen. Der Markt stand stets unter dem Einfluss des Klosters, das auch heute ein wesentlicher wirtschaftlicher Faktor ist.
1874 kam der Telegraph nach Sankt Paul. Die Eröffnung einer k.k. Staats-Telegraphen-Station mit „beschränktem Tagesdienste“ erfolgte zur gleichen Zeit wie in anderen kleineren Orte der Monarchie.
Die 1850 neu konstituierte Marktgemeinde wurde 1941 in Spanheim umbenannt, was 1946 rückgängig gemacht wurde. 1957 wurde das Gemeindegebiet um die sogenannte „Teufelsinsel“ im Osten sowie um einen Teil der aufgelösten Ortsgemeinde Legerbuch vergrößert. Weitere Gebietszuwächse folgten durch Eingemeindungen anlässlich der Gemeindestrukturreform 1973, die allerdings teilweise durch die Wieder-Verselbständigung von St. Georgen 1991 rückgängig gemacht wurden.

### Bevölkerungsentwicklung
Laut Volkszählung 2001 hat Sankt Paul 3.680 Einwohner, davon sind 95,5 % österreichische und 1,5 % bosnische Staatsbürger. 92,7 % bekennen sich zur römisch-katholischen, 1,3 % zur evangelischen Kirche und 2,0 % zum Islam. 2,7 % der Bevölkerung sind ohne religiöses Bekenntnis.

## Kultur und Sehenswürdigkeiten
- Das 1091 gegründete Benediktinerstift St. Paul ist eine Burganlage, die den Herzögen von Kärnten als Stammburg diente. Heute ist das Stift das älteste noch aktive Kloster in Kärnten und besitzt eine der größten Kunstsammlungen Europas sowie eine umfangreiche und bedeutende Bibliothek. Innerhalb der Anlage befindet sich eine romanische Basilika, die Ende des 12. Jahrhunderts erbaut wurde.
- Die Burg wurde auch 1091 zum Schutz des Klosters als Burg Ramestein erbaut. Sie wurde 1307 zerstört, wieder aufgebaut und wurde 1636 ein weiteres Mal durch einen Brand zerstört.
- Das Gebäude für das Konvikt des Stiftsgymnasiums wurde 1889 im neogotischen Stil erbaut und 1909 erweitert; es war damals mit 200 Plätzen eines der größten und mit Zentralheizung und Hallenbad eines der modernsten Internate der österreichisch-ungarischen Monarchie. Das Gebäude des Stiftsgymnasiums wurde 1900 im Ringstraßenstil erbaut und beherbergt, wie auch das 1976 aufgelassene Internatsgebäude, die Klassen des Stiftsgymnasiums St. Paul.
- Ölbründl: Dietrich von Spanheim (1253–1303), aus dem Hause der Gründer des Benediktinerstiftes Sankt Paul, lebte als Einsiedler in einer Höhle im Wald nördlich des Johannesberges. In der Nähe seiner Behausung sprudelte diese Quelle aus dem Berg. Viele Kranke pilgerten zu dem Einsiedler, von dem der Ruf ausging, dass er Kranke heilen könne. Dazu schöpfte er mit der Hand Wasser aus dieser Quelle, das sich sogleich in Öl verwandelte. Damit rieb er die Kranken ein und heilte sie. Als er starb, wurde er auf dem Hügel unter einer Kapelle begraben. Später wurde darauf die Johanneskirche errichtet.
- Stiftsmuseum
- Obstbaumuseum

### Regelmäßige Veranstaltungen
- St. Pauler Kultursommer
- St. Pauler Krampus- und Perchtenlauf der Perchtengruppe Young Skyrider
- St. Pauler Mostlandlauf
- Schneidbrettturnier des TTC St. Paul
- Jahreskonzert der Alt-Lavanttaler Trachtenkapelle St. Paul

## Wirtschaft und Infrastruktur

### Wirtschaftssektoren
Die folgende Tabelle zeigt die Entwicklung der Betriebsanzahl und der Beschäftigten in den Wirtschaftssektoren:
| Wirtschaftssektor            | Anzahl Betriebe | Anzahl Betriebe | Anzahl Betriebe | Erwerbstätige | Erwerbstätige | Erwerbstätige |
| Wirtschaftssektor            | 2021            | 2011            | 2001            | 2021          | 2011          | 2001          |
| ---------------------------- | --------------- | --------------- | --------------- | ------------- | ------------- | ------------- |
| Land- und Forstwirtschaft 1) | 110             | 190             | 214             | 146           | 185           | 118           |
| Produktion                   | 49              | 43              | 37              | 1101          | 1210          | 1218          |
| Dienstleistung               | 150             | 155             | 106             | 848           | 542           | 564           |

1) Betriebe mit Fläche in den Jahren 2010 und 1999

### Verkehr

#### Eisenbahn

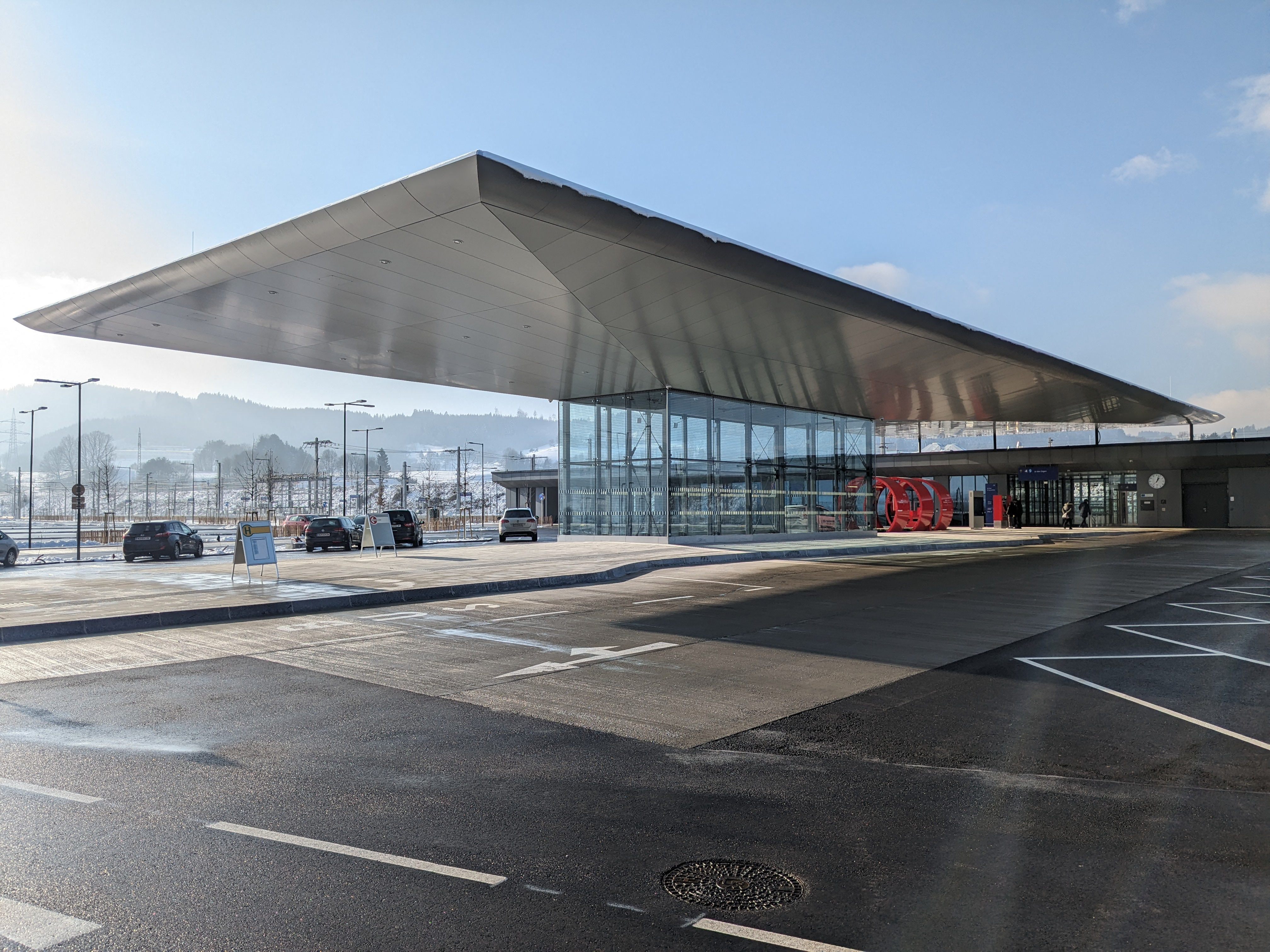
Neuer Bahnhof St. Paul im Lavanttal nach der Eröffnung im Dezember 2023

Am 10. Dezember 2023 nahm der neue Bahnhof „St. Paul im Lavanttal“ außerhalb des Ortes etwa 3 Straßenkilometer vom alten Bahnhof entfernt seinen Betrieb auf. Hier zweigt die Lavanttalbahn nach Wolfsberg von der Koralmbahn ab.

Mit der für 2025 geplanten Vollinbetriebnahme der Koralmbahn soll der Bahnhof „St. Paul im Lavanttal“ von Railjets angefahren werden, die von Wien nach Villach verkehren, und damit Teil der neuen Südstrecke werden.

#### Straße
- Durch den Nordosten der Gemeinde verläuft die Süd Autobahn.
- Die wichtigste Landesstraße ist die St. Pauler Straße, die St. Andrä im Norden mit Lavamünd im Süden verbindet.
- Die Granitztaler Landesstraße verläuft vom Ort St. Paul nordwestlich, unter der A2 Süd Autobahn hindurch und mündet in der B70. Etwa bei der Mitte kann man über die L126 über die Grutschen in den Bezirk Völkermarkt gelangen.

#### Rad
- Entlang der Lavant gibt es den Lavantradweg R10, der von Reichenfels bis Lavamünd führt.

## Politik

### Gemeinderat
Der Gemeinderat hat 23 Mitglieder.
- Mit den Gemeinderats- und Bürgermeisterwahlen in Kärnten 2003 hatte der Gemeinderat folgende Verteilung: 14 SPÖ, 5 ÖVP, und 4 FPÖ.[11]
- Mit den Gemeinderats- und Bürgermeisterwahlen in Kärnten 2009 hatte der Gemeinderat folgende Verteilung: 11 SPÖ, 8 BZÖ, und 4 ÖVP.[12]
- Mit den Gemeinderats- und Bürgermeisterwahlen in Kärnten 2015 hatte der Gemeinderat folgende Verteilung: 11 SPÖ, 7 Zukunft St. Paul – Adi Streit (ZAS), 3 FPÖ, und 2 ÖVP.[13]
- Mit den Gemeinderats- und Bürgermeisterwahlen in Kärnten 2021 hat der Gemeinderat folgende Verteilung: 9 SPÖ, 9 Zukunft St. Paul – Adi Streit (ZAS), 3 ÖVP und 2 FPÖ.[14]

### Bürgermeister
Bürgermeister seit 1849 waren:
- 1849–1865 Johann Kronegger
- 1865–1872 Matthäus Poppmeier
- 1872–1879 Johann Kronegger
- 1879–1886 Simon Oschgan
- 1886–1890 Johann Austel
- 1890–1904 Herbert Tonitz
- 1904–1910 Thomas Kunauer
- 1910–1918 Robert Jäger
- 1918–1921 Julius Tonitz
- 1921–1935 Hubert Offner
- 1935–1938 Karl Peyer
- 1938–1945 August Kunauer
- 1945–1945 Karl Payer
- 1945–1950 Franz Stolz
- 1950–1954 Friedrich Mocher
- 1954–1972 Rudolf Greiner
- 1973–1976 Rudolf Pucher
- 1976–1979 Willibald Käfel
- 1979–1991 Ignaz Lernbass
- 1991–2020 Hermann Primus (SPÖ)[16]
- seit 2020 Stefan Salzmann (SPÖ)[17]

### Wappen
Das heutige Wappen geht auf ein Marktsiegel zurück, das für den 1. Oktober 1665 überliefert ist und vermutlich unter Abt Philipp Rottenhäuser (reg. 1661–1677) verliehen wurde. Es ist aus Heroldsstücken zusammengesetzt, was für diese Zeit eher untypisch ist.
Die amtliche Blasonierung des Wappens lautet: „Geteilter Schild; vorne in Schwarz drei Reihen silberner Keile, hinten in Rot drei silberne Balken.“ Diese Wappenbeschreibung ist in Teilen heraldisch unkorrekt, insbesondere handelt es sich um einen gespaltenen, nicht geteilten Wappenschild. 2006 wurde daher folgender Vorschlag eingereicht: „Gespaltener Schild; vorne in Schwarz drei Reihen silberne gestürzte Spickel unter verringertem Schildhaupt, hinten von Rot und Silberne sechsmal geteilt.“
Die Führung des Wappens wurde der Gemeinde am 22. Oktober 1973 bescheinigt, gleichzeitig wurde ihr eine Fahne verliehen, die die Farben Rot-Weiß-Schwarz mit eingearbeitetem Wappen trägt.

### Gemeindepartnerschaften
- St. Blasien, Deutschland[20]

## Persönlichkeiten

### Söhne und Töchter der Gemeinde
- Elmar Kunauer (1940–2022), Sprinter
- Gert-René Polli (* 1960),  von 2002 bis 2007 Direktor des Bundesamtes für Verfassungsschutz und Terrorismusbekämpfung (BVT)
- Gernot Kulis (* 1976), Kabarettist, Ö3-Callboy
- Elisabeth Köstinger (* 1978 in Wolfsberg), Bundesministerin für Landwirtschaft, Umwelt und Tourismus.

### Ehrenbürger der Gemeinde
- Heinrich Ferenczy (1938–2018), Abt des Benediktinerstifts St. Paul im Lavanttal
- Ignaz Lernbaß, Studienrat und Bürgermeister der Großgemeinde St. Paul 1979–1990
- Bruno Rader (1939–2024), Abt des Benediktinerstifts St. Paul im Lavanttal, Initiator der ersten Kärntner Landesausstellung 1991
- Albert Steiner, Baumeister

### Wappenringträger der Gemeinde
- Gerfried Sitar (* 1968), Bischofsvikar der Diözese Gurk, Direktor des Museums im Stift, Dechant von St. Andrä, Buchautor und Ausstellungsmacher.